# 2038: la rivolta
2038: la rivolta è un romanzo di fantascienza distopica di Francesco Grasso pubblicato per la prima volta nel dicembre 2000. È vincitore del Premio Urania 2000.

## Storia editoriale
Il romanzo, risultato vincitore del Premio Urania 2000, è stato pubblicato il 17 dicembre 2000 nella collana Urania (n. 1403) di Arnoldo Mondadori Editore.  
Il testo è stato reso liberamente consultabile dall'autore sulla piattaforma Liber Liber nel 2003.

## Trama
(Incipit del romanzo)
Nel 2038 la città di Napoli è dominata da povertà estrema, criminalità organizzata e un diffuso degrado sociale che si riflette in una popolazione stremata dalla disoccupazione e dal consumo di droghe.  
Il 29 giugno 2038 compare un proclama firmato da un enigmatico leader noto come «Masaniello», che invita i cittadini a liberarsi dal «giogo delle mafie» e dal «vizio corrosivo della tossicodipendenza».
Lara Mastrantuono, giovane giornalista di un quotidiano locale, assieme al caporedattore Anselmo e al tecnico informatico Salvatore, decide di pubblicare integralmente il manifesto sul sito della testata mediante un'operazione di hacking, dando avvio a uno scandalo mediatico senza precedenti.  
Le prime manifestazioni di massa si concentrano nel quartiere di Bagnoli, dove i sostenitori di Masaniello, soprannominati «lazzari», si scontrano con le forze dell'ordine, provocando disordini che suscitano l'attenzione nazionale.
Il rivoltoso itinerario si sposta quindi verso le aree più periferiche della città, culminando nello scontro di Sant'Anastasia: qui Masaniello guida un drappello di civili contro un avamposto della camorra, trasformando un'azione di guerriglia urbana in un simbolo di riscatto collettivo.  
Nonostante l'uso di armi da fuoco e ordigni improvvisati, gli insorti guadagnano terreno e acquisiscono significativi consensi, mentre Lara documenta gli eventi in tempo reale, offrendo un resoconto vivido dei combattimenti.
La narrazione si compone di cronache giornalistiche, rapporti di intelligence e resoconti diretti dei protagonisti, costruendo un disegno frammentario ma coerente della rivolta.  
L'epilogo rimane volutamente aperto: pur con la città semidistrutta e le infrastrutture compromesse, una nuova speranza di rinascita aleggia sulle rovine, suggerendo che il cambiamento possa germogliare anche dal caos più profondo.

## Personaggi
Lara MastrantuonoGiornalista che innesca la diffusione digitale del proclama di Masaniello.
MasanielloMisterioso leader rivoluzionario che incita la popolazione alla ribellione.
AnselmoCaporedattore scettico inizialmente, poi convinto a sostenere la pubblicazione del manifesto.
SalvatoreTecnico informatico che esegue l'hacking del sito e garantisce la diffusione del proclama.

## Critica
Giuseppe Lippi, nell'editoriale d'apertura di Urania n. 1403, evidenzia l'impegno civile del romanzo e ne apprezza la capacità di anticipare tensioni socio-politiche legate al potere dell'informazione digitale.

## Riconoscimenti
- Premio Urania 2000.[2]

## Edizioni
- Francesco Grasso, 2038: La rivolta, collana Urania, n. 1403, Mondadori, 2000, ISBN 9788828101246.
- Francesco Grasso, 2038: La rivolta, su LiberLiber, eBook gratuito.